# Vilniansk
Vilniansk (en ukrainien : Вільнянськ) (ou Volniansk en russe : Вольнянск à l’époque soviétique) est une ville de l'oblast de Zaporijia, en Ukraine, et le centre administratif du raïon de Vassylivka. Sa population s'élève à 14 324 habitants en 2022.

## Géographie
Vilniansk est située à 22 km au nord-est de Zaporijia.

## Histoire
L'origine de Vilniansk remonte soit à la fondation du village de Sofiïvka (en ukrainien : Софіївка) vers 1840, soit de la localité de Sofiïvka développée autour de la gare du même nom à partir de 1873. En 1891, une usine de machines agricole, Klassen-Neyfeld, notamment de charrues, est fondée par des Allemands. Elle reçut de nombreux prix dans des concours internationaux. Cette entreprise contribua fortement au développement de Sofiïvka. En 1894, est créée une école des chemins de fer, qui forme des conducteurs, mécaniciens, dont beaucoup travaillèrent ensuite dans les ateliers à Oleksandriïa.
En 1902, l'église Saint-Vladimir a été ouverte, mais sous le régime soviétique, en 1930-1932, elle fut fermée et les objets de culte furent retirés. Elle a été restaurée et remise à la communauté en 1993.
Lors de la Première Guerre mondiale, l'usine Neyfeld reçut d'importantes commandes de l'armée, comme des grenades. À partir de 1917, Sofiïvka passa successivement sous l'autorité de la Rada centrale ukrainienne, des anarchistes de Makhno et de l'Armée rouge. Les bolchéviks finirent par s'imposer en octobre 1920. Malgré la collectivisation, la famine et la répression stalinienne des années 1930, Sofiïvka connut un essor économique et culturel. L'ancienne usine Neyfeld, renommée « Chevtchenko », fut développée, diverses institutions sociales furent créées et la localité bénéficia de l'électrification. En 1939, le village de Sofiïvka prit le nom de Tchervonoarmiïsk.
Pendant la Seconde Guerre mondiale, Tchervonoarmiïsk fut occupée par l'armée allemande du 6 octobre 1941 au 21 septembre 1943. Durant ces deux années, des dizaines d'habitants furent tués, ainsi que 220 prisonniers de guerre soviétiques ; 150 jeunes furent envoyés travailler de force en Allemagne. La ville fut libérée par le Front sud-ouest de l'Armée rouge, commandée par le général Malinovski.
En 1966, Tchervonoarmiïsk prit le nom de Vilniansk et accéda au statut de ville.

## Population
Recensements (*) ou estimations de la population :
| 1939  | 1959* | 1970*  | 1979*  |
| ----- | ----- | ------ | ------ |
| 5 800 | 8 139 | 12 684 | 15 368 |

| 1989*  | 2001*  | 2010   | 2011   |
| ------ | ------ | ------ | ------ |
| 17 566 | 16 522 | 16 002 | 15 901 |

| 2012   | 2013   | 2014   | 2015   |
| ------ | ------ | ------ | ------ |
| 15 802 | 15 682 | 15 787 | 15 705 |

| 2016   | 2017   | 2018   | 2019   |
| ------ | ------ | ------ | ------ |
| 15 558 | 15 421 | 15 227 | 15 044 |